# Terebra levantina
Terebra levantina é uma espécie de gastrópode do gênero Terebra, pertencente a família Terebridae.